# Internet Explorer
Az Internet Explorer (1995-től 2006-ig Microsoft Internet Explorer, majd 2006-tól 2012-ig Windows Internet Explorer) egy grafikus webböngésző, amely jelenleg a Microsoft Windows operációs rendszerek részét képezi. Az Internet Explorer volt egy időben a legelterjedtebb böngészőprogram, részesedése a világpiacon 2013 szeptemberében 57,8% volt.
Bár a program a különböző Windows verziókon kívül más platformokon is megjelent (Mac, UNIX, Solaris, HP-UX), ezen változatok fejlesztése félbemaradt.

## Története

### Kezdetek
A grafikus böngészők története a Tim Berners-Lee által fejlesztett WorldWideWeb nevű böngészővel kezdődött, majd a Marc Andreessen (NCSA) által fejlesztett, 1993 szeptemberében megjelent Mosaic-kal folytatódott. Később a Spyglass nevű cég megvásárolta a Mosaic licencét, hogy elkészítse saját webböngészőjét. A szoftver elkészült, igaz, az eredeti kódból semmit se használtak fel. A Spyglass Mosaic nem volt népszerű, de 1995-ben a Microsoft megvásárolta a licencét. A megállapodás alapján a cég negyedéves díjat és a programból származó bevétel egy részét fizette a fejlesztőknek. A böngészőt továbbfejlesztették, és átnevezték Internet Explorerre.
Első kiadása az 1995 augusztusában megjelent Microsoft Plus! for Windows 95 csomagban látott napvilágot. 1.5-ös változata a Windows NT számára készült és támogatta az egyszerű táblázatokat. Az 1995 novemberében kiadott 2.0-s verzió Windows 95 és NT platformra jelent meg, majd 1996 áprilisában Windows 3.11-re és Macintoshra is portolták. Főbb újdonságai az SSL, cookie, VRML, továbbá a hírcsoportok támogatása volt.
Az 1996 augusztusában megjelent 3.0-s változat már a Windows 95 OSR2 mellé csomagolva érkezett, de ekkor még nem volt integrálva az operációs rendszerbe. Mivel közvetlen bevételt nem hozott, a Microsoftnak csak a negyedéves díjakat kellett kifizetnie a fejlesztőcégnek. A Spyglass ekkor ajánlatot tett a Microsoftnak a felvásárlásra. Az üzlet létrejött, a böngésző 8 millió dollárért a Microsoft birodalom egyik építőköve lett.
A 3-as verzió magába foglalta az Internet Mail levelező, a News 1.0 hírolvasó és a Windows Address Book címjegyzék alkalmazásokat is. Fejlettsége megközelítette a Netscape Navigatorét: támogatta a Netscape bővítményeit (NPAPI), az ActiveX-et, a stíluslapokat (CSS), és a JavaScript visszafejlesztett változatát, a JScriptet.

### Böngészőháborúkkorszaka
Következő, 4-es változata a Windows 98-ban jelent meg, 1997 októberében. Ez volt az első olyan változat, melyet valamilyen szinten integráltak az operációs rendszerbe. Érdekes újítása volt az Active Desktop, melynek segítségével webes tartalmat lehet beállítani a munkafelület hátterének. Az Active Channel technológia segítségével ennek tartalma automatikusan frissült a beállított webhelyről. A technológia egy XML szabványra, a CDF-re épült, ami tulajdonképpen a ma széles körben használt tartalomkövetők (mint például az RSS) előszelének tekinthető. Ez a böngészőváltozat még ingyenes szoftverként, külön is letölthető volt Windows 95, Windows 98, és Windows NT rendszerekre. Támogatta a dinamikus (DHTML) weblapokat. Az elavult Microsoft Internet Mail levelező és News hírolvasó programokat a böngészőbe integrált Outlook Express 4.0-ra cserélte.
1998 szeptemberében érkezett a folytatás, megjelent az Internet Explorer 5. Főbb újdonságai voltak a kétirányú szöveg, a közvetlen XML / XSL támogatás, és a továbbfejlesztett CSS 1 és 2 támogatás. Az 5-ös változat három kiadást élt meg: egy fejlesztői előzetest 1998 júniusában (5.0b1), egy nyilvános bétát 1998 novemberében (5.0b2) és a végleges kiadást 1999 márciusában (5.0). A szeptemberi megjelenés csak a Windows 98-ban volt elérhető. Ez volt az utolsó olyan változat, ami megjelent Windows 3.1x és Windows NT 3.x rendszerekre is. Egy sor biztonsági folt kisjavítást, és hibajavítást tartalmazó változat, az Internet Explorer 5.5 2000 júliusában, a Windows Millennium Edition (röviden: Windows Me) operációs rendszerben jelent meg.
A 6-os verzió (amit eredetileg 5.6-ként fejlesztettek) a Windows XP-ben debütált 2001. október 25-én. Jobbára a felhasználói adatok védelmét, és a biztonságot növelték a fejlesztők. Ebben a változatban jelentek meg a W3C által fejlesztett P3P technológia támogatását célzó eszközök.
Mivel a böngésző mára a Windows operációs rendszerek szerves részét képezi, teljes eltávolítása gyakorlatilag nem lehetséges. Ez a tény nagy port kavart a piacon, és mindmáig trösztellenes perek százai kötődnek az alkalmazáshoz. A konkurencia monopóliummal való visszaélésnek véli az előre telepített szoftvert, a Microsoft szerint azonban a böngésző nélküli operációs rendszer félkarú óriás és a felhasználók érdekében integrálták a rendszert.
Nem az integráció volt az egyetlen probléma. A böngészőháború egyik fontos pere az Egyesült Államokban kezdődött. Visszaélést fedeztek fel a Microsoft OEM partnereivel kötött szerződéseiben, amely arra kötelezte őket, hogy a Microsoft Windows mellé telepítsék az Internet Explorer böngészőt, ugyanakkor megtiltotta, hogy az alapértelmezésben az Asztalon található Internet Explorer ikont más böngésző parancsikonjára cseréljék.
2000. április 3-án Jackson bíró feltárta bizonyítékait, miszerint a Microsoft kenőpénzt fizetett bizonyos cégeknek az Internet Explorer terjesztéséért cserébe, hogy teljesen kiszorítsa ellenfelét a különböző értékesítési csatornákból. Jackson a helyzet megoldása érdekében javaslatot tett a cég kettébontására, erre azonban nem került sor, hónapokkal később a Microsoft egyezségre jutott a bírósággal. Az amerikai államok többsége elfogadta a megállapodást.
Egyes régiókban (így például az Európai Unióban is) külön böngésző nélküli Windows változat kiadására kényszerítette a bíróság a Microsoftot. Ennek azonban csekély hatása van a piacra, a böngésző nélküli Windows rendszerből gyakorlatilag elhanyagolható mennyiség fogy.
A Microsoft apróbb trükköket is bevetett a népszerűség érdekében, például a saját webszerkesztő alkalmazásával készült lapok helytelenül jelentek meg a versenytárs böngészőkben. Egy alkalommal olyan kódot építettek a Microsoft honlapjának forrásába, ami lehetetlenné tette az Opera böngészővel való megtekintést. A cég honlapjának szolgáltatásai, mint például a Windows Update, a mai napig se működnek más böngészőprogrammal.

### Végleges integráció
2003. május 7-én egy online beszélgetés alkalmával Brian Countryman, az Internet Explorer programmenedzsere elmondta, hogy felhagynak a böngésző operációs rendszeren kívüli disztribúciójával, azaz a 6-os volt az utolsó olyan változat, amelyet külön le lehet tölteni. A böngésző fejlesztése az operációs rendszerrel együtt történt, frissítései az operációs rendszer frissítéseként jelentek meg. Ezzel megszűnt az a probléma, hogy valaki egy új rendszeren elavult verziót futtasson, ugyanakkor arra sem lesz mód, hogy egy új változatot egy másik operációs rendszerre telepítsenek. Ilyen esetben az Internet Explorer frissítése csak az operációs rendszer frissítésével lett megoldható. – Az elkészült Internet Explorer 7 végül Windows XP-re is letölthető lett, de csak a Windows Vista alatt működik teljeskörűen.

### Aktualitások és a jövő
Az Internet Explorerről 2015-ben letett a Microsoft, és helyette kifejlesztette a Microsoft Edge böngészőt, mely eredetileg EdgeHTML böngészőmotoron futott, de 2018-ban úgy döntöttek, hogy 2019-re Chromiumra váltanak. Így a Windows 10 2004-es frissítése körül jelent meg az új Chromium alapú böngésző új logoval és egy teljesen új dizájnnal.
Az Internet Explorernek 2022. június 15-én megszűnt a támogatása.
| Szín         | Jelentés                                |
| ------------ | --------------------------------------- |
| Rózsaszín    | Régi fejlesztői kiadás, nem támogatott  |
| Vörös        | Régi kiadás, nem támogatott             |
| Narancssárga | Régi kiadás, meghosszabbított támogatás |
| Sárga        | Régi kiadás, támogatott                 |
| Zöld         | Jelenlegi stabil kiadás                 |
| Lila         | Jelenlegi bétakiadás                    |
| Kék          | Jelenlegi fejlesztői kiadás             |

| Verziótörténet | Verziótörténet                                  | Verziótörténet       | Verziótörténet | Verziótörténet                                      | Verziótörténet |
| Főváltozat     | Alváltozat                                      | Kiadás dátuma        | Jelentős változtatások | Kiadva ezzel                                        |                |
| -------------- | ----------------------------------------------- | -------------------- | --- | --------------------------------------------------- | -------------- |
| 1              | 1.0                                             | 1995. augusztus      | Első kiadás | Windows 95 Plus!                                    |                |
| 1              | 1.5                                             | 1996. január         | Kompatibilis a Windows NT 3.5-tel |                                                     |                |
| 2              | 2.0 Beta                                        | 1995. október        | HTML táblázatok és egyéb elemek támogatása |                                                     |                |
| 2              | 2.0                                             | 1995. november       | SSL, cookie, VRML, Internet hírcsoportok | Windows NT 4.0 Windows 95 OSR1 Internet Starter Kit |                |
| 2              | 2.01                                            | Ismeretlen           | Jelentős hibajavítások |                                                     |                |
| 3              | 3.0 Alfa 1                                      | 1996. március        | HTML táblázatok, keretek és más elemek jobb támogatása |                                                     |                |
| 3              | 3.0 Alfa 2                                      | 1996. május          | VBScript és JScript támogatás |                                                     |                |
| 3              | 3.0 Beta 2                                      | 1996. július         | CSS és Java támogatás |                                                     |                |
| 3              | 3.0                                             | 1996. augusztus      | Végleges kiadás | Windows 95 OSR 2                                    |                |
| 3              | 3.01                                            | 1996. október        | Hibajavítások |                                                     |                |
| 3              | 3.02                                            | 1997. március        | Hibajavítások |                                                     |                |
| 3              | 3.03                                            | 1997.                | Hibajavítások |                                                     |                |
| 4              | 4.0 Beta 1                                      | 1997. április        | Fejlettebb CSS és Microsoft DOM támogatás |                                                     |                |
| 4              | 4.0 Beta 2                                      | 1997. július         | Fejlettebb HTML és CSS támogatás |                                                     |                |
| 4              | 4.0                                             | 1997. szeptember     | Fejlettebb HTML és CSS támogatás | Windows 95 OSR 2.5                                  |                |
| 4              | 4.01                                            | 1997. november       | Hibajavítások | Windows 98                                          |                |
| 5              | 5.0 Beta 1                                      | 1998. június         | Bővebb CSS2 támogatás |                                                     |                |
| 5              | 5.0 Beta 2                                      | 1998. november       | Kétirányú szöveg támogatás, XML/XSL és több CSS tulajdonság |                                                     |                |
| 5              | 5.0                                             | 1999. március        | Végleges kiadás. Utolsó verzió ami támogatja a Windows 3.x-et és a Windows NT 3.x-et. | Windows 98 SE                                       |                |
| 5              | 5.01                                            | 1999. november       | Hibajavítások | Windows 2000                                        |                |
| 5              | 5.5 Beta 1                                      | 1999. december       | Több CSS tulajdonság, kisebb módosítás a keretek kezelésében |                                                     |                |
| 5              | 5.5                                             | 2000. július         | Végleges kiadás. Utolsó verzió ami támogatja a Windows 95-öt. | Windows Me                                          |                |
| 5              | 5.6                                             | 2000. augusztus      | Kiadva a Windows Whistler build 2257-tel. | Windows Whistler                                    |                |
| 6              | 6.0 Beta 1                                      | 2001. március        | Változások a CSS-ben, és jobb W3C megfelelés |                                                     |                |
| 6              | 6.0                                             | 2001. augusztus 27.  | Végleges kiadás | Windows XP                                          |                |
| 6              | 6.0 SP1                                         | 2002. szeptember 9.  | Biztonsági folt. Utolsó verzió ami támogatja a Windows NT 4.0-át, Windows 98-at,Windows Me-t és a Windows 2000-t. | Windows XP SP1                                      |                |
| 6              | 6.05                                            | 2003. október 1.     | Kiadva a Windows Longhorn 4051-es builddel. Lényegében azonos a 6.0 SP2-vel, kivéve, hogy az nem tartalmaz letöltésvezérlőt. | Windows Longhorn build 4051-4094                    |                |
| 6              | 6.0 SP2                                         | 2004. augusztus 25.  | Biztonsági folt. Popup és ActiveX blokkoló, bővítménykezelő. Támogatás véget ért 2010. július 13-án. | Windows XP SP2 Windows Server 2003 SP1              |                |
| 6              | 6.0 SP3                                         | 2008. április 21.    | Utolsó frissítéseket tartalmazza XP SP3-hoz. Támogatott 2014. április 8-ig. | Windows XP SP3                                      |                |
| 7              | 7.0 Beta 1                                      | 2005. július 27.     | PNG alpha channel támogatás, CSS hibajavítások, füles böngészés, EV SSL tanúsítvány támogatás, adathalászat-szűrő | Windows Vista Beta 1                                |                |
| 7              | 7.0 Beta 2 Preview                              | 2006. január 31.     | nagyobb CSS javítások, webes hírcsatornák platformra integrálása, új GUI, gyorslapok |                                                     |                |
| 7              | 7.0 Beta 2                                      | 2006. április 24.    | Jobb CSS 2.0 és HTML 4.01 támogatás, CSS hibajavítások |                                                     |                |
| 7              | 7.0 Beta 3                                      | 2006. június 29.     | CSS szabványok szélesebb körű támogatása, hibajavítások |                                                     |                |
| 7              | 7.0 RC1                                         | 2006. augusztus 24.  | CSS szabványok szélesebb körű támogatása, hibajavítások |                                                     |                |
| 7              | 7.0                                             | 2006. október 18.    | Végleges kiadás | Windows Vista                                       |                |
| 8              | 8.0 Beta 1                                      | 2008. március 5.     | CSS 2.1, HTML5, WebSlice, beépített fejlesztői eszközök |                                                     |                |
| 8              | 8.0 Beta 2                                      | 2008. augusztus 27.  | privát böngészés mód, bővített kereső, biztonsági frissítések |                                                     |                |
| 8              | 8.0 Pre-RC 1                                    | 2008. december 11.   | CSS hibajavítások, javított fejlesztői eszközök, kompatibilitási nézet, jobb kedvencek kezelése és egyéb kisebb változtatások UI, változások az InPrivate böngészés és a blokkoló módban | Windows 7 Pre-Beta                                  |                |
| 8              | 8.0 RC1                                         | 2009. január 26.     | CSS hibajavítások, kisebb változások a kedvencek és a keresősávban | Windows 7 Beta                                      |                |
| 8              | 8.0                                             | 2009. március 19.    | Végleges kiadás. Utolsó verzió, ami támogatja a Windows XP-t | Windows 7                                           |                |
| 9              | 9.0 Platform Preview 1                          | 2010. március 16.    | HTML5, új JavaScript motor, új kinézet |                                                     |                |
| 9              | 9.0 Platform Preview 2                          | 2010. május 5.       | Új letöltéskezelő |                                                     |                |
| 9              | 9.0 Platform Preview 3                          | 2010. június 23.     | New UI, Download manager, New Tab page, Search in the address bar, Notification Bar, Add-on Performance Advisor |                                                     |                |
| 9              | 9.0 Platform Preview 4                          | 2010. augusztus 4.   | CSS3 2D transforms and HTML5 semantic tags. |                                                     |                |
| 9              | 9.0 Beta és 9.0 Platform Preview 5              | 2010. szeptember 15. | új kinézet, letöltéskezelő, új lap oldal, összevont cím- és keresősáv |                                                     |                |
| 9              | 9.0 Platform Preview 6                          | 2010. október 28.    | Performance improvements, Tracking Protection, ActiveX Filtering, paste and navigate, enhancements to user interface, and support for the W3C Geolocation API. |                                                     |                |
| 9              | 9.0 Platform Preview 7                          | 2010. november 17.   | Improved performance, improved Tracking Protection, and the option to pin multiple targets per page. Last version supported on Windows Vista. |                                                     |                |
| 9              | 9.0 Release Candidate és 9.0 Platform Preview 8 | 2011. február 10.    | WebM támogatás, Tracking Protection |                                                     |                |
| 9              | 9.0                                             | 2011. március 14.    | Improved performance, improved Tracking Protection, and the option to pin multiple targets per page. Utolsó verzió ami támogatja a Windows Vistát. |                                                     |                |
| 10             | 10.0 Platform Preview 1                         | 2011. április 12.    | Support for CSS3 multi-column layout, CSS3 grid layout, CSS3 flexible box layout, CSS3 gradients, and ES5 strict mode. |                                                     |                |
| 10             | 10.0 Platform Preview 2                         | 2011. június 29.     | Support for Positioned Floats, CSS stylesheet limit lifted, CSSOM Floating Point Value support, Improved hit testing APIs, Media Query Listeners, HTML5: Support for async attribute on script elements, HTML5 Drag and Drop, HTML5 File API, HTML5 Sandbox, HTML5 Web Workers, and some Web Performance APIs. |                                                     |                |
| 10             | 10.0 Developer Preview (Platform Preview 3)     | 2011. szeptember 13. | Support for Windows 8, CSS 3D Transforms, CSS Text shadow, SVG Filter Effects, Spellchecking, Autocorrection, local storage with IndexedDB and the HTML5 Application Cache, Web Sockets, HTML5 History, and InPrivate tabs.                                                                                    | Windows 8 Developer Preview                         |                |
| 10             | 10.0 Developer Preview (Platform Preview 4)     | 2011. november 29.   | | Windows 8 Developer Preview                         |                |
| 10             | 10.0 Consumer Preview (Platform Preview 5)      | 2012. február 29.    | Improved performance and support for more HTML5 | Windows 8 Consumer Preview                          |                |
| 10             | 10.0 Release Preview (Platform Preview 6)       | 2012. május 31.      | | Windows 8 Release Preview                           |                |
| 10             | 10.0 RTM                                        | 2012. október 26.    | Végleges kiadás | Windows 8 RTM                                       |                |
| 11             | 11.0 Developer Preview                          | 2013. június 26.     | A Windows 8.1 Developer Preview együtt előzetesével adták ki | Windows 8.1 Developer Preview                       |                |
| 11             | 11.0                                            | 2013. október 17.    | A Windows 8.1-gyel együtt jelent meg. | Windows 8.1                                         |                |
| Főváltozat     | Alváltozat                                      | Kiadás dátuma        | Jelentős változtatások | Kiadva ezzel                                        |                |

## Kritikák
A Internet Explorert korábban rengeteg kritika érte, főleg biztonsági hiányosságok okán. Ezek részletezése hosszú oldalakat töltene meg, angol nyelven itt lehet tájékozódni a részletekről: Criticisms of Internet Explorer
Másik igen komoly probléma a 6.0-s (de különösképpen az az alatti) programverziókkal, hogy sok mindenben eltérnek a webes szabványokat összefogó és kezelő World Wide Web Consortium (W3C) által kidolgozott szabványoktól, főleg az XHTML és a CSS terén, ami megnehezíti a webdesignerek munkáját. A másik oldalról viszont célszerű megjegyezni, hogy mivel a szabvány a legtöbb problémára több alternatív megoldást is nyújt, ezért ezek ismeretében máig lehet olyan weboldalakat készíteni, ami a régi Internet Explorereken is tökéletesen használhatóak és jól jelennek meg, ugyanúgy, mint a legmodernebb böngészőkön, és ezek mellett megfelelnek az ajánlásnak is.
A 7-es verzióval a Microsoft komoly lépéseket tett e hiányosságok pótlására, az újabb verziókban ígéri a szabványosítás további erősítését, melynek érdekében együttműködik a W3C szervezettel.
Az Internet Explorer egyeduralma alatt számos olyan gyakorlat alakult ki, például az eredeti dobozmodell vagy a böngésző eseménykezelése, amelyet a weboldalak túlnyomó részén használtak. A W3C – melynek tagjai a Microsoft vetélytársai is – viszont olyan szabványt dolgozott ki, ahol ezt nem vették figyelembe, így meglehetősen visszásan hivatkoztak arra, hogy az Internet Explorer nem felel meg ezeknek az ajánlásoknak. Az új dobozmodell azóta részben meg is bukott (mivel a gyakorlatban kiderült, hogy az eredeti sokkal jobban használható), mert a CSS 3-ban ismét bevezetésre került a régi.
Az Internet Explorer 8-as változatának megjelenésekor a Microsoft úgy nyilatkozott, ez a leggyorsabb böngésző: ezzel szemben a Sunspider, a Celtic Cane és a V8 tesztprogramok szerint egyaránt a leglassabbnak bizonyult öt elterjedt böngésző legfrissebb elérhető verziója közül (2009. március 20.).